# Oliver Hardy
Oliver Hardy   (Harlem, 18 de gener de 1892 - Hollywood, 7 d'agost de 1957) va ser un actor còmic nord-americà i la meitat de Laurel i Hardy, el duet còmic que va començar a l'era del cinema mut i va durar de 1926 a 1957. Va aparèixer amb el seu company de comèdia Stan Laurel en 107 curtmetratges, llargmetratges i papers cameo. Se li va atribuir la seva primera pel·lícula, Outwitting Dad, l'any 1914. A la majoria de les seves pel·lícules mudes abans d'unir-se al productor Hal Roach, va ser presentat a la pantalla com Babe Hardy.

## Biografia
Oliver Hardy va néixer Norvell Hardy el 18 de gener de 1892, a Harlem, Geòrgia. El seu pare, Oliver, era un veterà de l'exèrcit dels Estats Confederats de la Guerra Civil americana que havia estat ferit a la batalla d'Antietam el 17 de setembre de 1862 i era un oficial de reclutament per a la Companyia K, 16è Regiment de Geòrgia. L'ancià Oliver Hardy va ajudar el seu pare a dirigir les restes de la plantació de cotó de la família. Després va comprar una participació en un negoci minorista i va ser elegit recaptador d'impostos a temps complet per al comtat de Columbia, Geòrgia. La mare d'Hardy, Emily Norvell, era filla de Thomas Benjamin Norvell, descendent d'Hugh Norvell de Williamsburg, Virgínia, i Mary Freeman. El major Hardy i Norvell es van casar el 12 de març de 1890; va ser el seu segon matrimoni i el seu tercer.
La família es va traslladar a Madison, Geòrgia, el 1891, l'any abans del naixement de Norvell. Probablement va néixer a Harlem, tot i que algunes fonts diuen que el seu naixement va tenir lloc a Covington, Geòrgia, la ciutat natal de la seva mare. El seu pare va morir menys d'un any després del seu naixement. Hardy era el més petit de cinc fills. El seu germà gran Sam es va ofegar al Riu Oconee; Hardy el va treure del riu però no va poder reanimar-lo.
Quan era adolescent, Hardy va començar a anomenar-se "Oliver Norvell Hardy", afegint el primer nom "Oliver" com a homenatge al seu pare. Va aparèixer com "Oliver N. Hardy" al Cens dels Estats Units de 1910, i va utilitzar "Oliver" com a primer nom en tots els registres legals posteriors, anuncis de matrimoni, etc. Hardy es va iniciar en Fremasonry a Solomon Lodge No. 20 a Jacksonville, Florida que el va ajudar amb allotjament i menjar quan estava començant en el negoci de l'espectacle. Va ser inclòs a la Gran Ordre de les Rates d'Aigua juntament amb Stan Laurel.

## Carrera

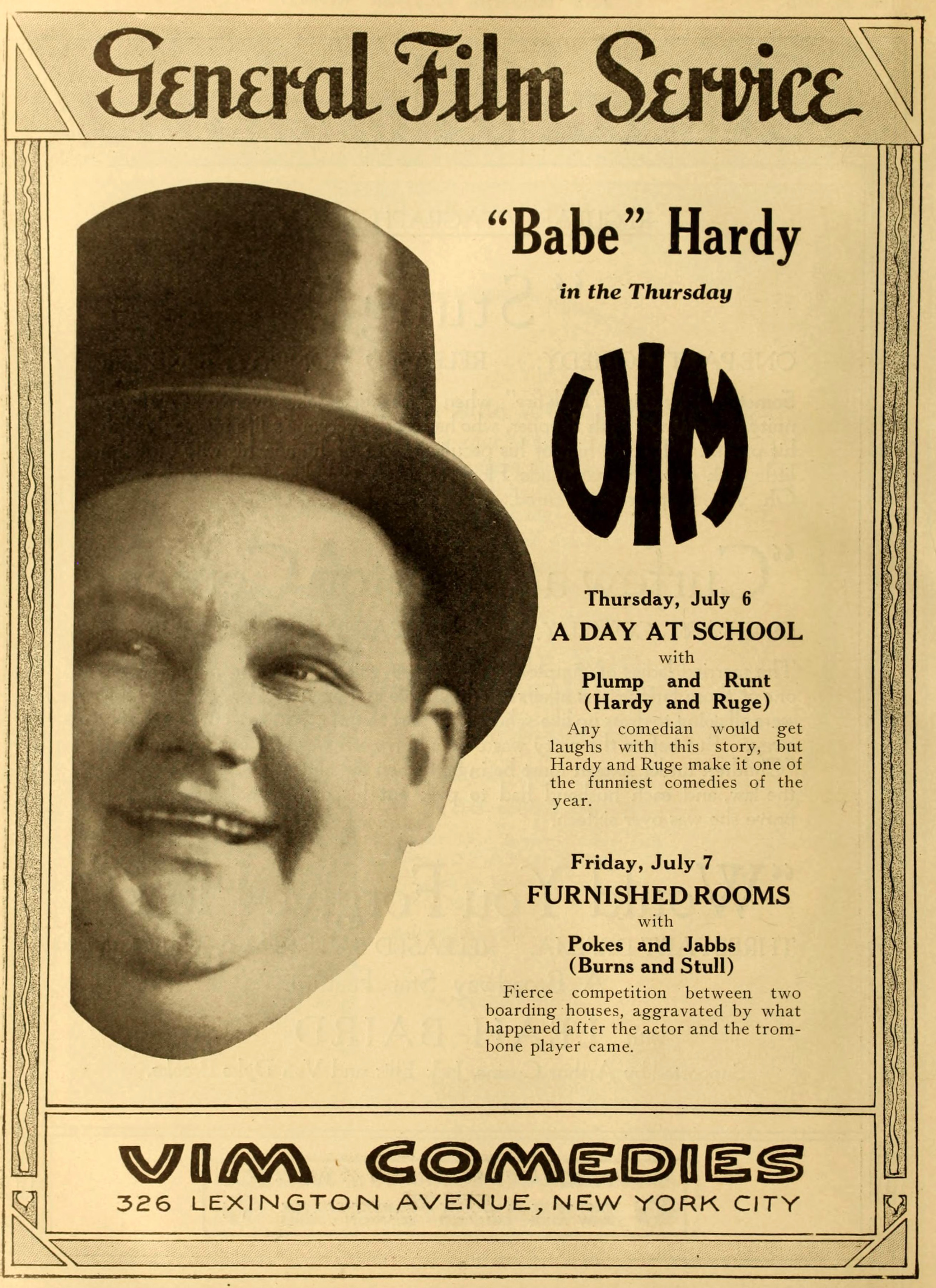
Anunci amb Hardy per a A Day at School (1916), part de la sèrie Plump & Runt

El 1910, The Palace, un cinema cinematogràfic, va obrir les portes a la ciutat natal de Hardy, Milledgeville, i es va convertir en el projeccionista, tiquet, conserge i gerent. Aviat es va obsessionar amb la nova indústria cinematogràfica i estava convençut que podia fer una feina millor que els actors que va veure. Un amic li va suggerir que es traslladés a Jacksonville, Florida, on s'estaven fent algunes pel·lícules, cosa que va fer el 1913. Va treballar a Jacksonville com a cantant de cabaret i vodevil a la nit i a la Lubin Manufacturing Company durant el dia. Va ser en aquest moment quan va conèixer a Madelyn Saloshin, una pianista, amb qui es va casar el 17 de novembre de 1913 a Macon, Geòrgia.
L'any següent, va fer la seva primera pel·lícula, Outwitting Dad (1914), per a l'estudi Lubin, anunciada com O.N. Hardy. A la seva vida personal, era conegut com "Babe" Hardy i va ser anunciat com "Babe Hardy" en moltes de les seves pel·lícules posteriors a Lubin, com ara Back to the Farm (1914). Era un home gran, feia 6 peus i 1,85 m i pesava fins a 136 kg), i la seva mida posava límits als papers que podia interpretar. La majoria de vegades va ser elegida com el dolent, però també va tenir papers en curts de comèdia, la seva mida complementava el personatge. El 1915, Hardy havia fet 50 curtmetratges d'una sola bobina a Lubin. Es va traslladar a Nova York i va fer pel·lícules per a Pathé, Casino i Edison Studios. Va tornar a Jacksonville, on va fer pel·lícules per a la Vim Comedy Company. Aquest estudi va tancar després que Hardy descobrís que els propietaris estaven robant de la nòmina. Després va treballar per a l'estudi King Bee, que va comprar Vim, i va treballar amb Billy Ruge, Billy West (un imitador de Charlie Chaplin), i l'actriu còmica Ethel Burton Palmer. Va continuar interpretant els dolents de West fins a principis de la dècada de 1920, sovint imitant Eric Campbell a Chaplin de West.
Entre 1916 i 1917, Hardy va experimentar una breu carrera com a director. Se li atribueix la direcció o la codirecció de deu curts, tots interpretats per ell.
El 1921, va aparèixer a la pel·lícula The Lucky Dog, produïda per Broncho Billy Anderson i protagonitzada per Stan Laurel. Hardy va fer el paper d'un lladre que intentava retenir el personatge d'en Stan. No van tornar a treballar junts durant uns quants anys. El 1924, Hardy va començar a treballar als Hal Roach Studios amb les pel·lícules Our Gang i Charley Chase. El 1925, va interpretar l'home de llauna a El mag d'Oz. També aquell any va estar a la pel·lícula Yes, Yes, Nanette!, protagonitzada per Jimmy Finlayson i dirigida per Stan Laurel. (En anys posteriors, Finlayson sovint va ser un actor secundari a la sèrie de pel·lícules Laurel and Hardy.) També va continuar interpretant papers secundaris en pel·lícules amb Clyde Cook i Bobby Ray. Hardy interpretaria altres dos curts dirigits per Laurel, Wandering Papas i Madame Mystery, tots dos el 1926.
El 1926, Hardy havia d'aparèixer a Get 'Em Young, però va ser hospitalitzat inesperadament després de ser cremat per una cuixa de xai calenta. Laurel havia estat treballant com a home gag i director a Roach Studios, així que va ser reclutat per ocupar-lo. Laurel va continuar actuant i va aparèixer a 45 Minutes from Hollywood amb Hardy, encara que no van compartir cap escena junts.

### Amb Stan Laurel

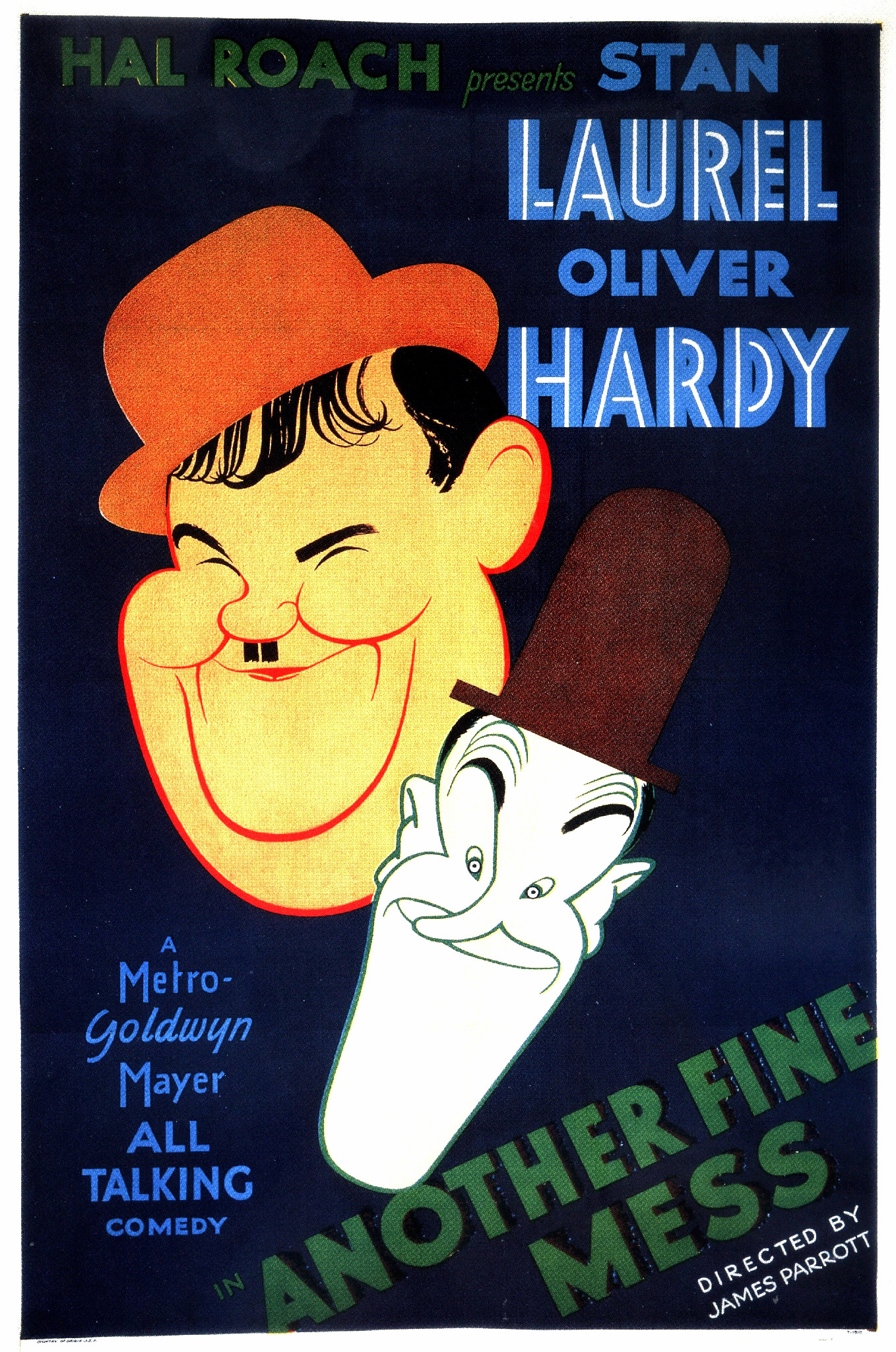
Cartell de la pel·lícula Another Fine Mess (1930)

El 1927, Laurel i Hardy van començar a compartir temps de pantalla junts a Slipping Wives, Duck Soup (sense relació amb els Marx Brothers de 1933). ' pel·lícula) i Amb amor i xiulets. El director supervisor de Roach Studios Leo McCarey va reconèixer la reacció de l'audiència davant els dos i va començar a unir-los, la qual cosa va portar a l'inici d'una sèrie de Laurel i Hardy més tard aquell any.
Van començar a produir un gran nombre de curtmetratges, incloent The Battle of the Century (1927) (amb una de les baralles de pastís més grans mai rodades), Should Married Men Go Home? (1928), Two Tars (1928), Unaccustomed As We Are (1929, marcant la seva transició a les imatges parlants) Berth Marks (1929), Blotto (1930) ), Brats (1930), Another Fine Mess (1930), Be Big ! (1931), i molts altres. El 1929, van aparèixer en el seu primer llargmetratge, en una de les seqüències de revistes de Hollywood Revue de 1929, i l'any següent van aparèixer com a relleu còmic en un fastuós Technicolor. llargmetratge musical titulat The Rogue Song. Aquesta pel·lícula va marcar la seva primera aparició en color, però només sobreviuen alguns fragments d'aquesta pel·lícula. El 1931, van protagonitzar el seu primer llargmetratge Pardon Us, i van continuar fent llargmetratges i curtmetratges fins al 1935. La pel·lícula de 1932 The Music Box va guanyar un Premi de l'Acadèmia al millor curtmetratge, el seu únic esforç per rebre aquest premi.